# Pan de Pascua
 (décembre 2015).
Si vous disposez d'ouvrages ou d'articles de référence ou si vous connaissez des sites web de qualité traitant du thème abordé ici, merci de compléter l'article en donnant les références utiles à sa vérifiabilité et en les liant à la section « Notes et références ».

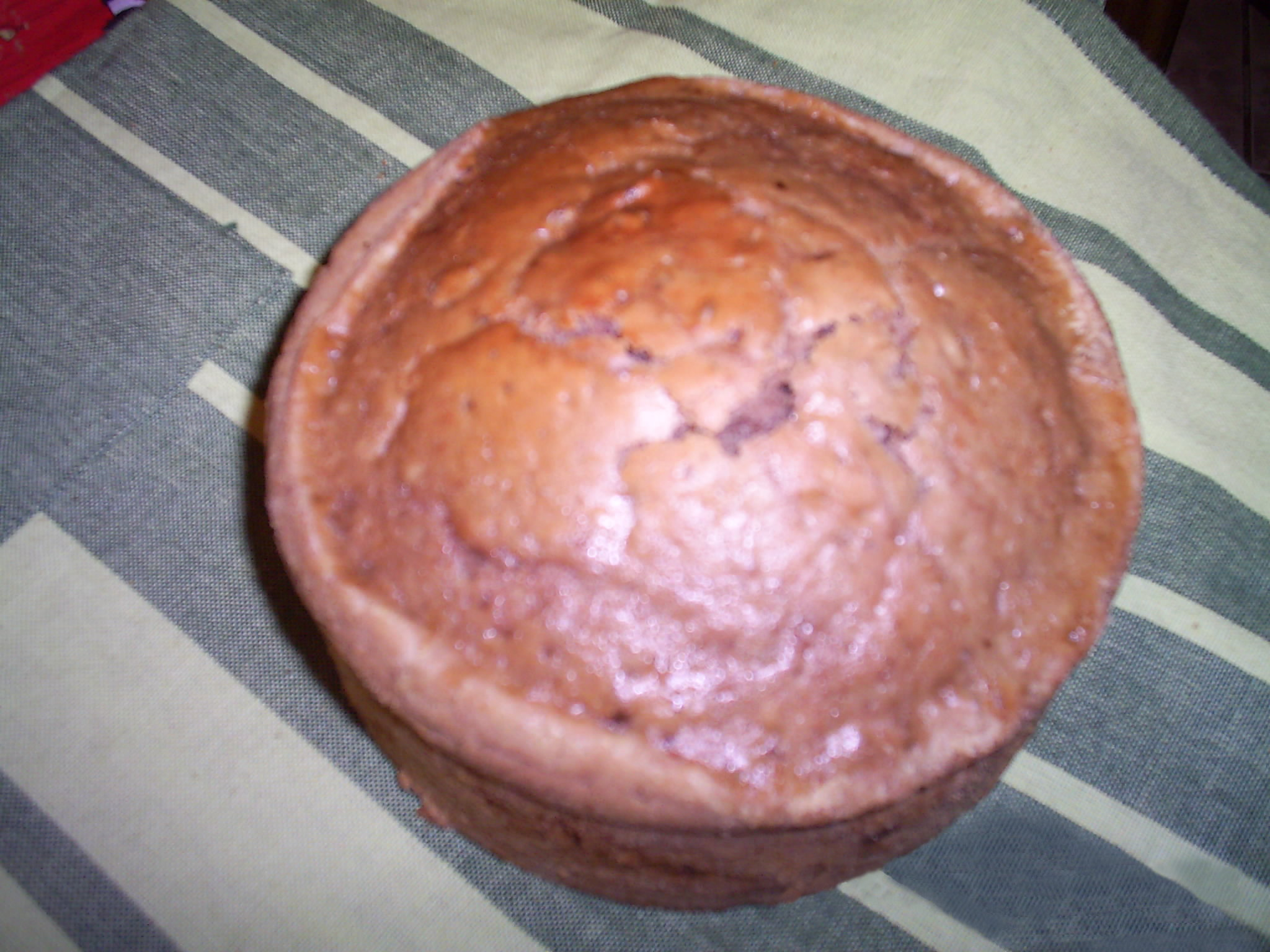
Pan de Pascua

L’origine du « Pan de Pascua » du Chili (Pain de Noël) remonte à il y a environ 700 ans. Dans une petite ville allemande appelée Naumburg, pour fêter Noël, on cuisait un petit morceau de pain connu sous le nom de Christollen ou Stollen, ce qui signifie Pain du Christ.
Au début, les ingrédients qui constituaient ce gâteau de Noël étaient simplement de la levure et du massepain (pâte d’amande). Avec le temps, la recette a évolué et de plus en plus d’ingrédients ont été ajoutés comme les fruits confits, des noix, des amandes. Les produits intégrés rappellent la région qui a vu naître le Christ. 
Né en Allemagne, la tradition du pain de Noël s’est répandue à travers le monde. Même si les recettes diffèrent d’un pays à l’autre, de nombreuses cultures se retrouvent dans cette tradition commune qui consiste à partager ce pain en famille et à l’offrir à ceux qui sont chers.
On retrouve ainsi le pain anglais, appelé Christmas Cake qui ajoute à la recette des cerises, des prunes et de la cassonade. Le pain péruvien se fait avec la compote de pommes. Le pain arménien appelé Zadiguí Chorék contient des graines de sésame. 
Le premier « Pan de Pascua » est arrivé au Chili il y a 150 ans en provenance d'Italie, où on l’appelle Panettone. Contrairement au pain chilien, l’original est un pain léger avec des arômes d'agrumes et de couleur claire. Le Pan de Pascua chilien a pris des influences anglaises, en reprenant la cassonade, mais aussi slaves en devenant plus dense, la pâte plus sombre, avec plus de fruits confits, des raisins de Corinthe, des noix, parfois du gingembre, du miel. Le résultat final est un pain beaucoup plus lourd que l'original.